# Conchita (album)
Conchita – debiutancki album studyjny austriackiej drag queen Conchity Wurst wydany w maju 2015 roku nakładem wytwórni Sony Music Austria. 
Płytę promują single: „Rise Like a Phoenix”, z którym Wurst wygrała 59. Konkurs Piosenki Eurowizji w 2014 roku, „Heroes”, „You Are Unstoppable” oraz podwójne wydawnictwo „Firestorm” / „Colours of Your Love”.
Tydzień po premierze album trafił na pierwsze miejsce austriackiej listy najczęściej kupowanych krążków oraz uzyskał status platynowej płyty w kraju.

## Nagrywanie
Na płycie Conchita znalazło się dwanaście utworów zachowanych w takich gatunkach muzycznych, jak barokowy pop, muzyka elektroniczna czy synth pop. Wśród wszystkich utworów można usłyszeć także inspiracje brzmieniami dubstepu oraz house. 

## Single
Pierwszym singlem zapowiadającym płytę został utwór „Rise Like a Phoenix”, z którym Wurst wygrała 59. Konkurs Piosenki Eurowizji organizowany w 2014 roku w Kopenhadze. Piosenka zajęła pierwsze miejsce na listach przebojów w Austrii i Wielkiej Brytanii, dotarła także do pierwszej piątki notowań m.in. w Finlandii, Szwajcarii i Holandii.
Na początku listopada 2014 premierę miał drugi singiel zapowiadający płytę – „Heroes”, który dotarł do czwartego miejsca lokalnej listy przebojów. W marcu 2015 roku ukazał się trzeci singiel – „You Are Unstoppable”, którego premiera na żywo odbyła się podczas finału niemieckich eliminacji do 60. Konkursu Piosenki Eurowizji. Utwór dotarł do 13. miejsca austriackiej listy przebojów.
W sierpniu ukazał się czwarty, podwójny singel „Firestorm” / „Colours of Your Love”. Utwór „Firestorm” Wurst zaprezentowała premierowo podczas gościnnego występu w finale 60. Konkursu Piosenki Eurowizji organizowanego w Wiedniu.

## Lista utworów
Spis utworów sporządzono na podstawie materiału źródłowego.
| Nr  | Tytuł                              | Autorzy tekstów                                                              | Producenci                     | Czas |
| --- | ---------------------------------- | ---------------------------------------------------------------------------- | ------------------------------ | ---- |
| 1.  | „You Are Unstoppable”              | Richard Andersson, Dag Lundberg, Nicklas Lif, Johannes Henriksson            | Sebastian Arman, David Bronner | 3:30 |
| 2.  | „Up to Air”                        | Arman, Bronner, David Malin, Joacim Persson                                  | Arman                          | 3:48 |
| 3.  | „Put That Fire Out”                | Erik Anjou                                                                   | Bronner, Bader                 | 3:42 |
| 4.  | „Colours of Your Love”             | Cyndi Almouzni, Arman, Bronner, Persson                                      | Arman, Persson                 | 3:34 |
| 5.  | „Out of Body Experience”           | Bronner, Marcus Brosch, Duncan Townsend, Tobias Neumann, Neele Ternes        | Bronner, Oliver Pum            | 3:41 |
| 6.  | „Where Have All the Good Men Gone” | Lucinda Belle, Gil Cang                                                      | Bronner, Bader                 | 3:09 |
| 7.  | „Somebody to Love”                 | Arman, Lundberg, Lif, Persson                                                | Arman, Lundberg, Lif, Persson  | 4:10 |
| 8.  | „Firestorm”                        | Aleena Gibson, Arman, Persson                                                | Arman                          | 3:43 |
| 9.  | „Pure”                             | Midge Ure, Martin Fliegenschmidt, Claudio Pagonis, Valentine Romanski        | Fliegenschmidt, Pagonis        | 3:58 |
| 10. | „Heroes”                           | Tom Neuwirth, Andreas Kleerup, Arman, Bronner, Persson                       | Arman, Persson                 | 3:43 |
| 11. | „Rise Like a Phoenix”              | Charlie Mason, Alexander Zuckowski, Joey Patulka, Julian Maas, Robin Grubert | Arman, Bronner, Doro Badent    | 3:04 |
| 12. | „Other Side of Me”                 | Anjou                                                                        | Anjou, Bronner                 | 3:41 |

| Wydanie dodatkowe dla iTunes                                                  |
| ----------------------------------------------------------------------------- |
| 13. „You Are Unstoppable” (Dynasty Rework) – 3:26 14. „Heroes” (Video) – 3:42 |

## Notowania na listach przebojów
| Lista (2015)                        | Najwyższe miejsce | Certyfikat |
| Austria (Ö3 Austria Top 40)         | 1                 | platyna    |
| Szwajcaria (Schweizer Hitparade)    | 6                 |            |
| Niemcy (Media Control Charts)       | 23                |            |
| Australia (ARIA Charts)             | 26                |            |
| Finlandia (Suomen virallinen lista) | 28                |            |
| Belgia (Ultratop 50 Flandria)       | 53                |            |
| Belgia (Ultratop 50 Walonia)        | 63                |            |
| Holandia (MegaCharts)               | 67                |            |
| Korea Południowa (Gaon Charts)      | 96                |            |